# Alexei Alexandrowitsch Sitnikow

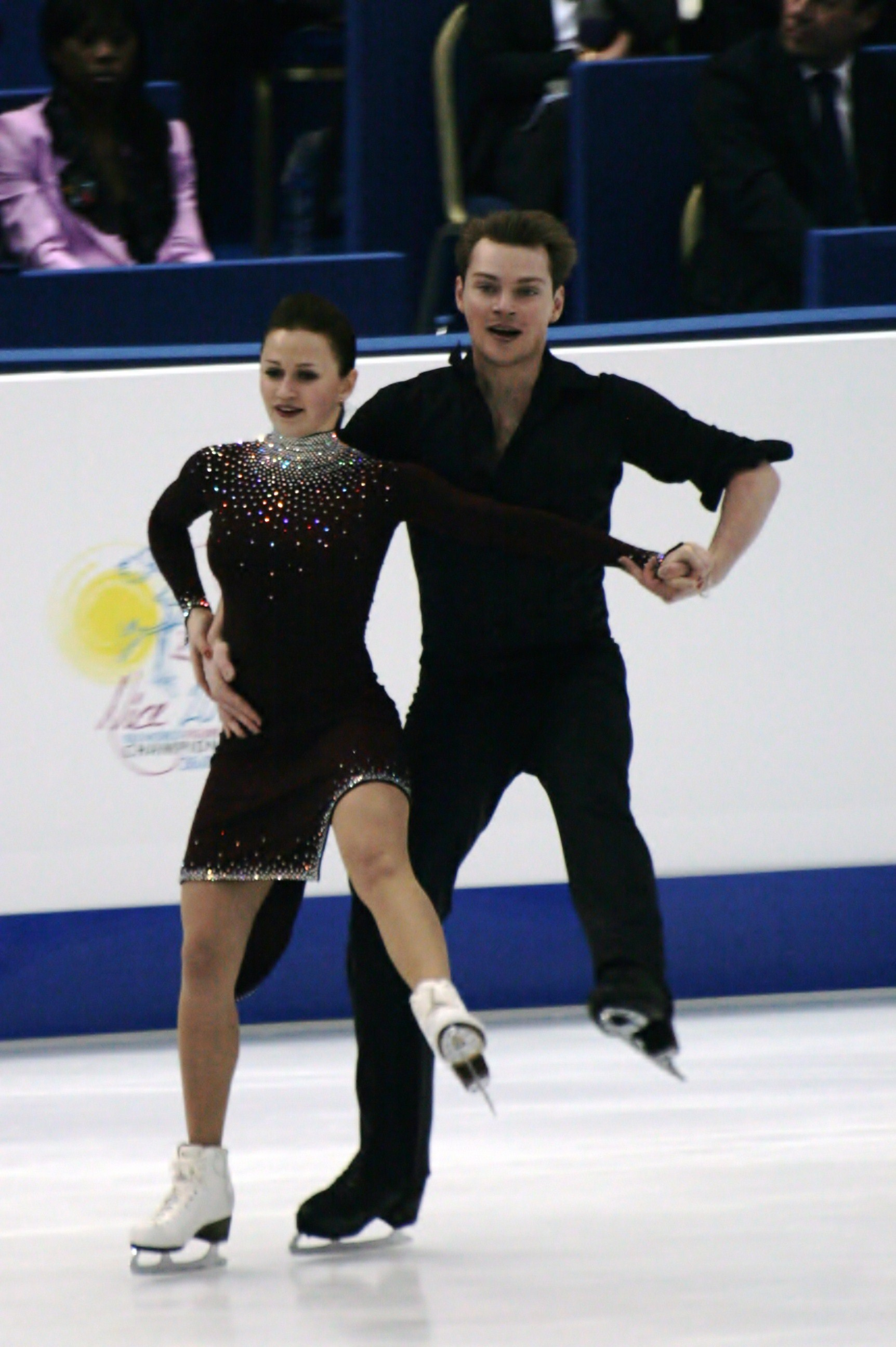
Slobina und Sitnikow 2012

Alexei Alexandrowitsch Sitnikow (russisch Алексей Александрович Ситников; * 23. Mai 1986 in Kirow, Russische SFSR, UdSSR) ist ein russischer Eiskunstläufer, der für Aserbaidschan im Eistanz startet.
Sitnikow begann 1990 mit dem Eiskunstlaufen. Seine erste Eistanzpartnerin war H. Murina. Derzeit läuft  er mit Julija Slobina. Seit der Saison 2010/2011 startet das Paar für Aserbaidschan. Das Paar Slobina/Sitnikow trainiert bei Alexander Schulin. Frühere Trainer waren Igor Gawrin und Olga Rjabinina.

## Ergebnisse

### Russische Meisterschaften
- 2004 – 8. Rang
- 2005 – 8. Rang
- 2006 – 9. Rang
- 2007 – 8. Rang
- 2008 – 6. Rang
- 2009 – 7. Rang
- 2010 – 5. Rang

### Europameisterschaften
- 2012 – 10. Rang
- 2013 – 7. Rang

### Weltmeisterschaften
- 2012 – 17. Rang
- 2013 – 16. Rang

### ISU-Grand-Prix-Serie
- NHK Trophy 2007 – 7. Rang
- Skate Canada 2012 – 6. Rang
- Trophée Eric Bompard 2012 – 5. Rang